# 維吉尼亞州第六騎兵團
維吉尼亞州第六騎兵團（英語：6th Virginia Cavalry），又名「bloody Sixth」，是美國內戰期間的一個邦聯騎兵團，屬石牆傑克森的一支騎兵團，亦是石牆旅的一部分。

## 戰場生涯
在傑克森的率領下，此騎兵團參加了不少大小戰役，如白蘭地車站之役（Brandy Station）、冷港之役（Cold Harbor）、特雷維利恩倉庫之役（Trevillian's Depot）、細得溪之役（Cedar Creek）、拉凱斯史普林之役（Lacey Spring）和比佛利之役等，其中白蘭地車站更是第六騎兵團的三次的戰場。